# フアン家のアメリカ開拓記
『フアン家のアメリカ開拓記』（フアンけのアメリカかいたくき、原題: Fresh Off the Boat、フレッシュ・オフ・ザ・ボート）は、2015年から2020年に放送されたアメリカ合衆国のコメディドラマシリーズ。アジア系アメリカ人家族の生活を描いたシチュエーション・コメディで、出演はランドール・パーク、コンスタンス・ウーなど。製作はナーナチカ・カーンが務めた。アメリカでの放送局はABCで、2015年2月から6シーズンに渡って放送された。日本ではFOXスポーツ&エンターテイメントから放送された。

## あらすじ
父ルイ、母ジェシカ、子供のエディ、エメリー、エヴァン、そしてルイの母親ジェニーからなる台湾系アメリカ人のフアン一家。1990年代後半、ステーキハウスをオープンするため、住み慣れたワシントンD.C.のチャイナタウンからフロリダ州オーランドに越してくる。アジア人が珍しいオーランドの町で、前途多難な新生活が始まる。

## キャスト
- ランドール・パーク
- コンスタンス・ウー
- ハドソン・ヤン
- フォレスト・ウィーラー
- イアン・チェン
- ルシル・スーン
- チェルシー・クリスプ
- レイ・ワイズ

## エピソード
| シーズン | シーズン | 話数 | 話数 | 放送期間       | 放送期間      |
| シーズン | シーズン | 話数 | 話数 | 初回放送       | 最終回放送    |
| -------- | -------- | ---- | ---- | -------------- | ------------- |
|          | 1        | 13   | 13   | 2015年2月4日   | 2015年4月21日 |
|          | 2        | 24   | 24   | 2015年9月22日  | 2016年5月24日 |
|          | 3        | 23   | 23   | 2016年10月11日 | 2017年5月16日 |
|          | 4        | 19   | 19   | 2017年10月3日  | 2018年3月20日 |
|          | 5        | 22   | 22   | 2018年10月5日  | 2019年4月12日 |
|          | 6        | 15   | 15   | 2019年9月27日  | 2020年2月21日 |

## 製作
エディ・フアン（Eddie Huang）の2013年の自伝『フレッシュ・オフ・ザ・ボート（Fresh Off the Boat）』は発売と同時にテレビネットワークの注目を集め、8月にABCと20世紀フォックス・テレビジョンがパイロット・エピソードを発注した。同じくABCのシットコムである『23号室の小悪魔』のクリエーター兼エグゼクティブ・プロデューサーとして知られる作家のナーナチカ・カーン（Nahnatchka Khan）がパイロット版の脚本とエグゼクティブ・プロデューサーとして採用され、原作者のエディ・フアン自身もエグゼクティブ・プロデューサーとして参加した。2014年2月には、コンスタンス・ウーとランドール・パークが主演を務めると発表された。その1カ月後には、ハドソン・ヤンがエディ・フアンを演じることが発表された。
本作は1994年に1シーズンだけ放映された『All-American Girl』以来となるアジア系アメリカ人家族が主演のシットコムとして、2015年2月4日に全米ネットワークのゴールデンタイムで初回が放送された。

## 評価

### 批評
本作は批評家から肯定的な評価を受けている。映画批評集積サイトのRotten Tomatoesでは批評家支持率が94%となっている。また、Metacriticには28件のレビューがあり、加重平均値は75/100となっている。